# Toreja tisolistá

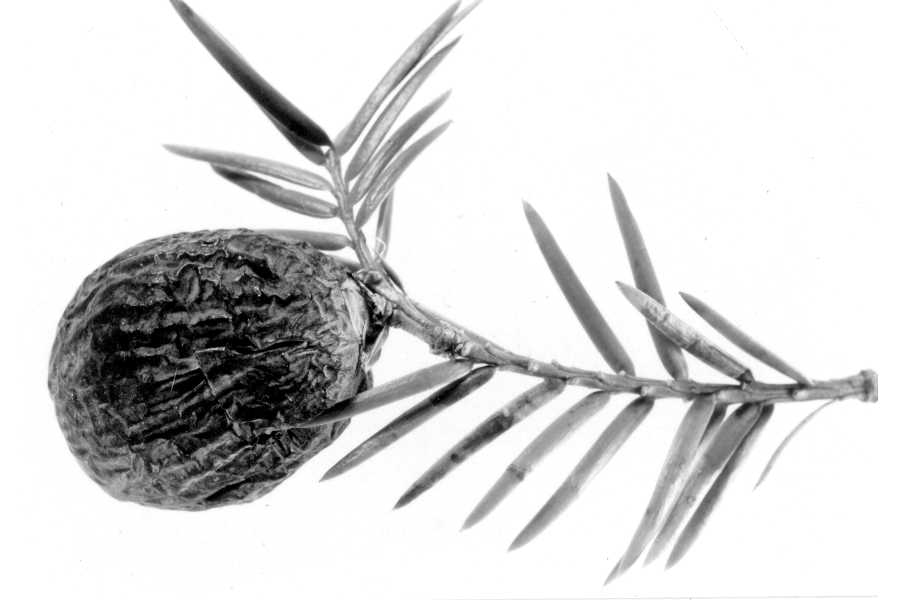
Samičí šištice se semenem

Toreja tisolistá (Torreya taxifolia) je jehličnatý, dvoudomý strom, endemit Spojených států amerických. Jako samostatný druh byla rozpoznána až v roce 1833 a v současnosti je tato stálezelená dřevina ohrožena vyhynutím, od 50. let 20. století je decimována chorobami způsobovanými houbami rodu Macrophoma a Physalospora.

## Rozšíření
Toreje tisolisté přirozeně rostou pouze na nevelkém území zasahujícím do států Georgie a Florida na jihovýchodě Spojených států amerických. Areál hlavního výskytu je rozptýlený a rozkládá se v délce asi 65 km na vápencových úbočích východního břehu řeky Apalachicola (která vzniká soutokem řek Chattahoochee a Flint). Mimo to ještě vyrůstají v malých populacích v okresech (county) Gadsden, Jackson a Liberty na Floridě a Decatur v Georgii. Obvykle se vyskytují na strmých a zastíněných svazích jak na zásaditých, sprašových půdách hluboko zásobených živinami (Mollisol), tak i na kyselých a špatně odvodněných s hustou vrstvou podpovrchového jílu (Alisol).

## Ekologie
Rostou v teplém klimatu s vlhkým létem a suchou zimou. Průměrné roční srážky jsou 1400 mm, z toho za letní půlrok spadne asi 850 mm. Průměrná teplota v nejstudenějším měsíci lednu je 12 °C, v nejteplejším červenci 27 °C, v zimním období může teplota krátkodobě klesnout až na -9 °C. Toreje tisolisté nevytvářejí souvislé porosty, ale bývají součásti smíšených lesů s buky, duby, borovicemi a cypřiši. Rostou stejně dobře na plném slunci jako v polostínu.

## Popis
Poměrně malý, neopadavý, jehličnatý strom, průměrně vysoký 9 až 12 m, s kmenem tlustým 30 až 50 cm a otevřenou, konickou korunou. Má tenkou kůru s mělkými trhlinami, žlutavě hnědou až šedou a v přeslenech vyrůstající větve jsou rozkladité až slabě převisající. Úzké, kopinaté jehlice, 15 až 35 mm dlouhé a 3 mm široké, jsou srpovitě zakřivené a mají ostrou špičku. Na lícní straně jsou leskle zelené, na rubové mají dva šedé pásy průduchů, po rozemnutí jehlice i větvičky nepříjemně páchnou.
Toreja tisolistá je dvoudomá, někteří jedinci mají pouze samčí a jiní jen samičí šištice. Samčí s pylovými váčky jsou světle žluté, asi 6 mm velké, vejčité a rostou v řadě na spodní straně větviček, začínají se vytvářet již rok před dozráním pylu. Samičí, obsahující jediné vajíčko, jsou šedě zelené a vyrůstají v březnu a dubnu, po jedné až pěti pospolu na krátké stopce. Po opylení (větrem) dozraje za devět až osmnáct měsíců téměř kulovitý, tmavozelený, fialově pruhovaný, ojíněný míšek 2,5 až 3,5 cm velký s jedním podlouhlým, elipsoidním, tmavě hnědým semenem v dřevnatém osemení. Prvé šištice nevyrůstají na stromech mladších 20 roků.
Největší exemplář roste v Severní Karolíně a je vysoký 14 m a výčetní šířku kmene má 90 cm.

## Rozmnožování
Semena klíčí bez stratifikace a nejlépe z hloubky několika centimetrů vlhké půdy. Po vyklíčení dobře snášejí stín, v přirozeném prostředí vyrůstají pod příkrovem vzrostlých stromů. Semenáče velmi rychle a hluboko koření, 5 cm vysoká rostlinka má již stejně dlouhý kořínek.
Strom se může také přirozenou cestou rozmnožit i vegetačně, u paty stromu někdy z kořenů vyroste několik výhonků, v přírodě obvykle přežije jen jeden. Předpokládá se, že většina dnes přirozeně rostoucích jedinců vznikla tímto způsobem. Uměle se toreja tisolistá rozmnožuje řízky, které celkem dobře koření. Případné hybridy nejsou známe a pravděpodobně ani neexistují, nejbližší příbuzný druh toreja kalifornská roste ve vzdálenosti větší než 2000 km.

## Význam
Dřevo z těchto nevysokých stromů je světle žluté, jemně zrnité, lehké, tvrdé a trvanlivé, jeho specifické hmotnost je 0,5 kg/dm³; nikdy však nebývalo příliš komerčně důležité. Nejčastěji se mladé stromy používaly jako vánoční stromky, nebo pro trvanlivost dřeva sloužívaly pro výrobu nábytku, jako stavební řezivo či na sloupky plotů. V posledním půlstoletí se staly vzácné a přestaly se těžit. V minulosti byly oblíbenými stromy jelenů pro vytloukání paroží.

## Ohrožení
V polovině 20. století bylo odhadováno, že druh toreja tisolistá tvoří asi 600 000 stromů. O 60 let později čítal počet jedinců rostoucích na původních stanovištích již asi pouhých 600 kusů a z nich snad jen 10 bylo schopno přirozené reprodukce. Následkem houbové infekce hynou nejprve kořeny a následně usychá kmen a větve, infikované stromy také nevytvářet reprodukční orgány a jen stěží mohou být rozpoznané jako samčí či samičí. Druh je podle IUCN hodnocen jako kriticky ohrožený (CR) a byl zařazen do přílohy č. I v CITES.
Přestože se na místa přirozeného výskytu vysazují noví jedinci namnožení řízkováním z dosud zdravých stromů, není jejich odolnost proti nemoci zajištěna. Byl zahájen program ex situ mající za úkol záchranu druhu, spočívající ve vysazování zdravých jedinců ve vzdálených, nemocemi nezasažených oblastech. Současně také probíhá snaha o vypěstování rezistentních klonů toreje tisolisté.